# 科尔库维翁
科尔库维翁（/koɾkuˈβjoŋ/）是西班牙加利西亚自治区拉科鲁尼亚省的一个市镇。总面积6.5km², 总人口1592人（2017年），人口密度245人/km²。

## 图集

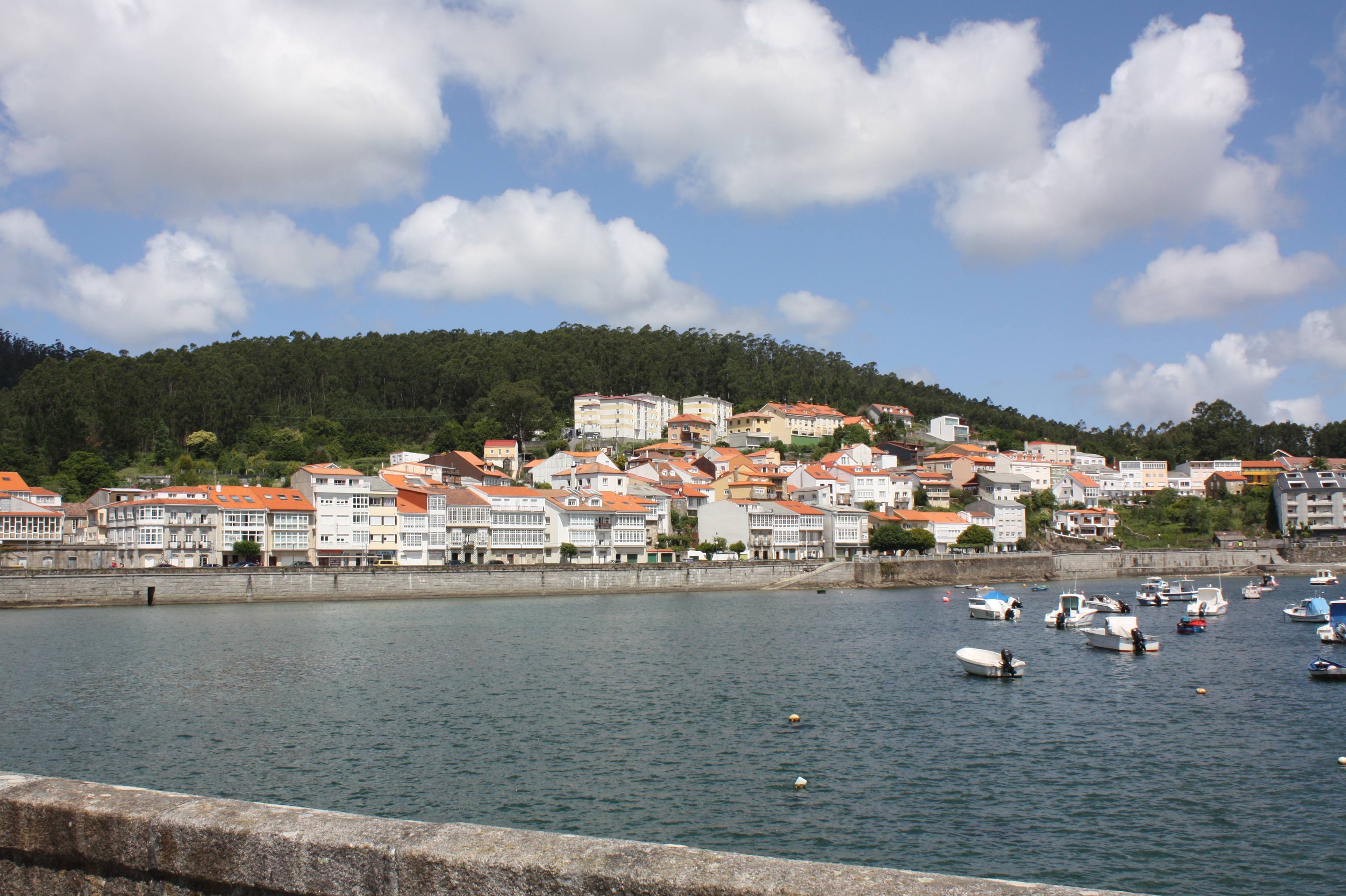
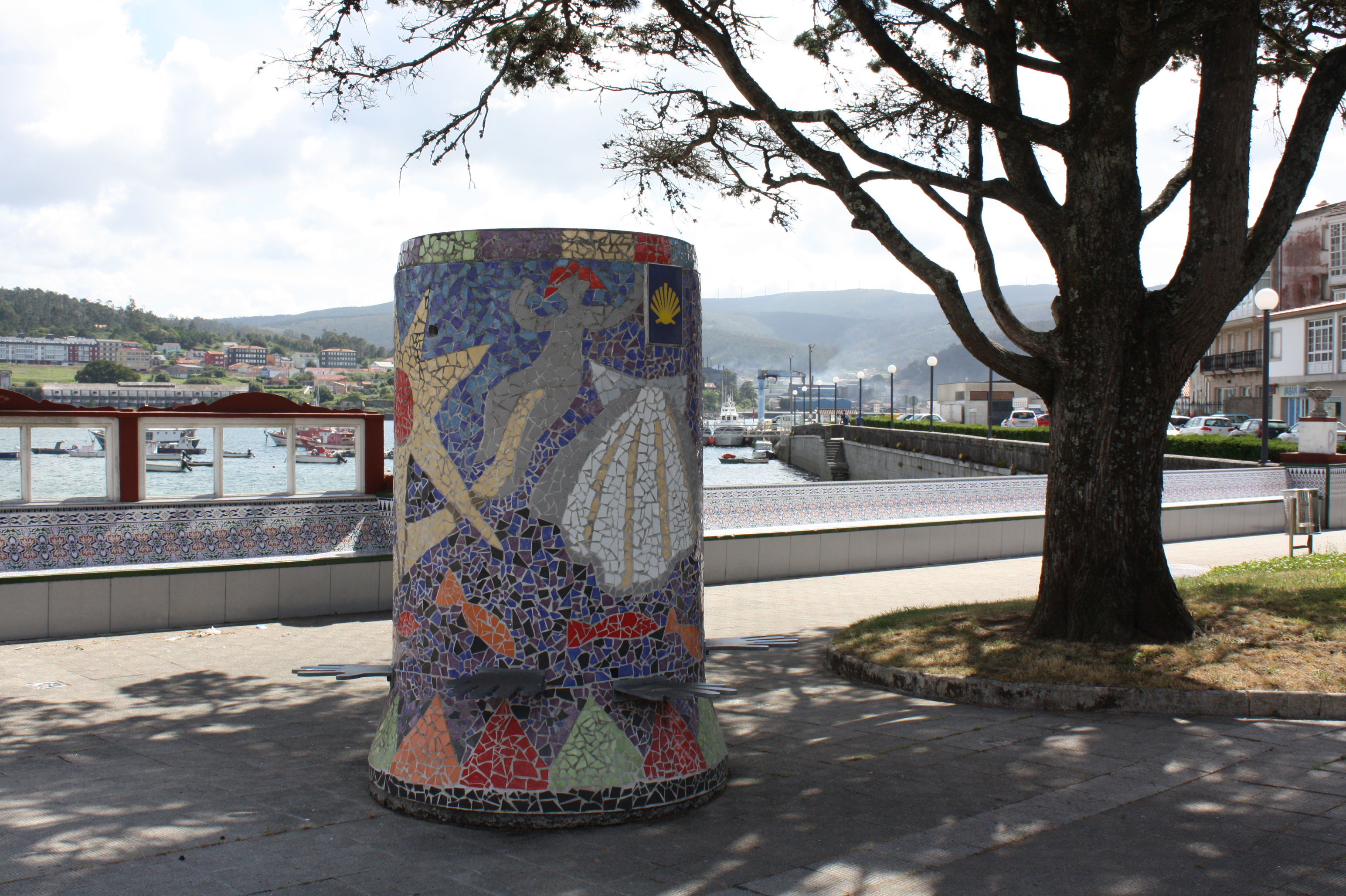
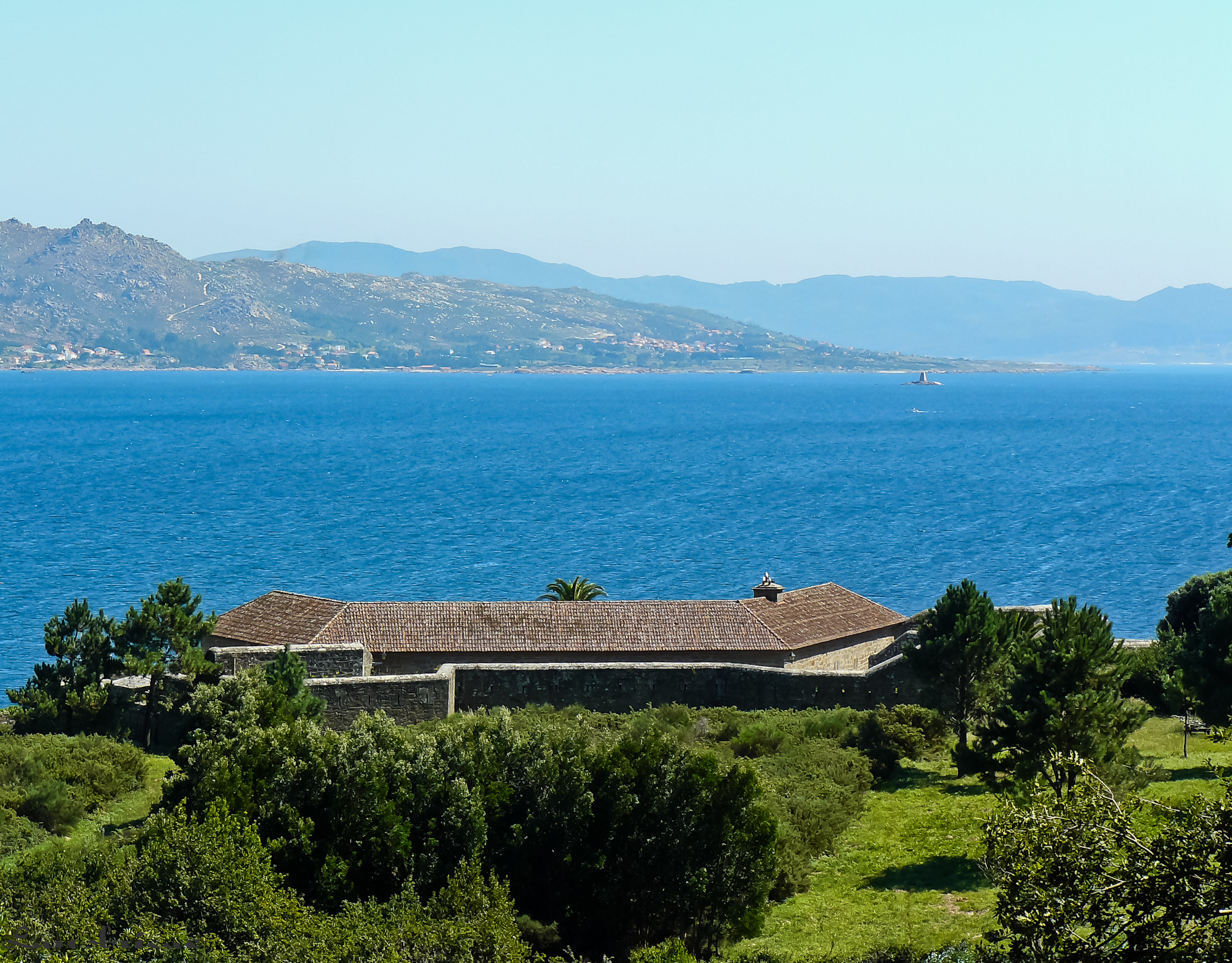
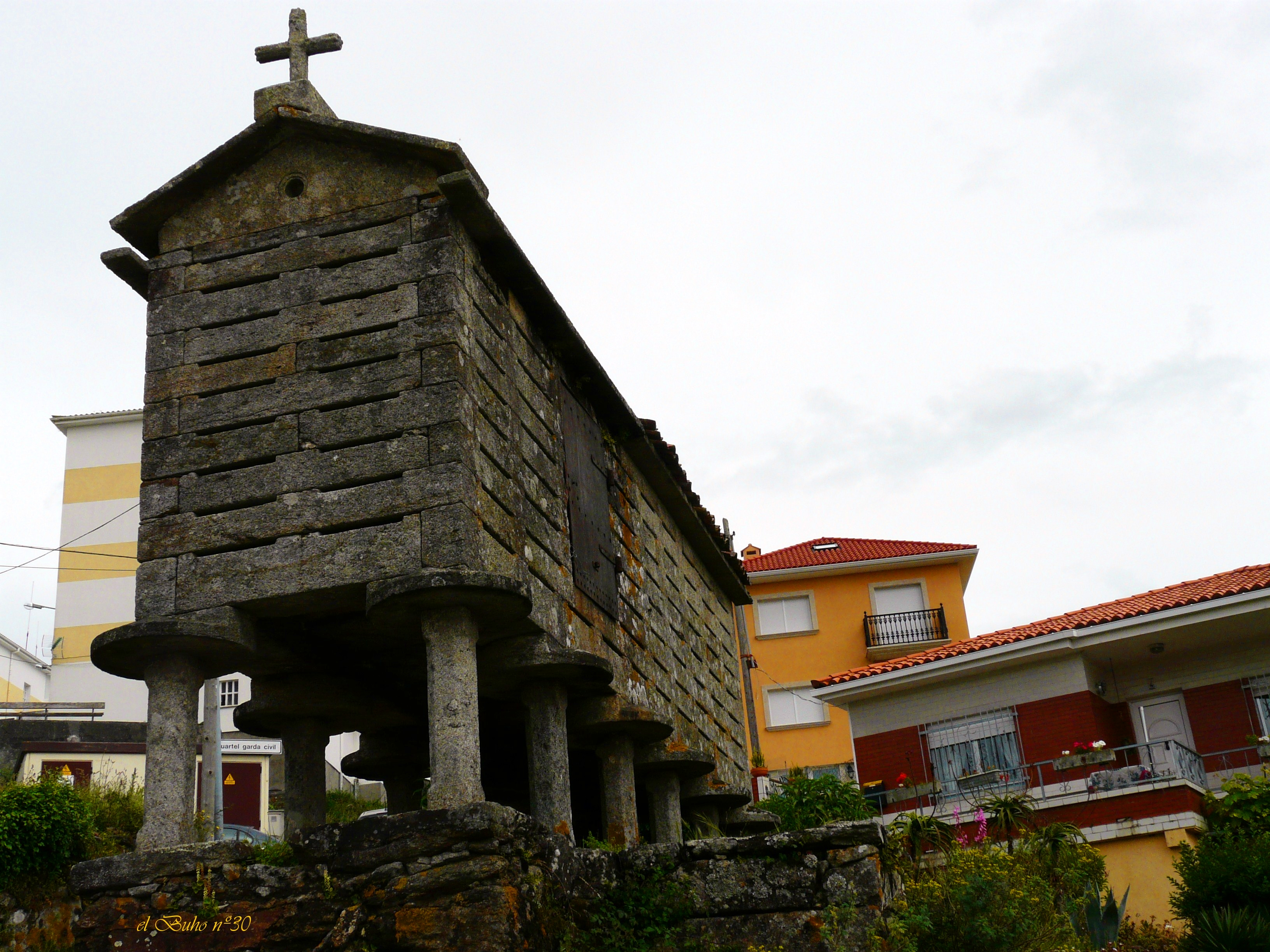
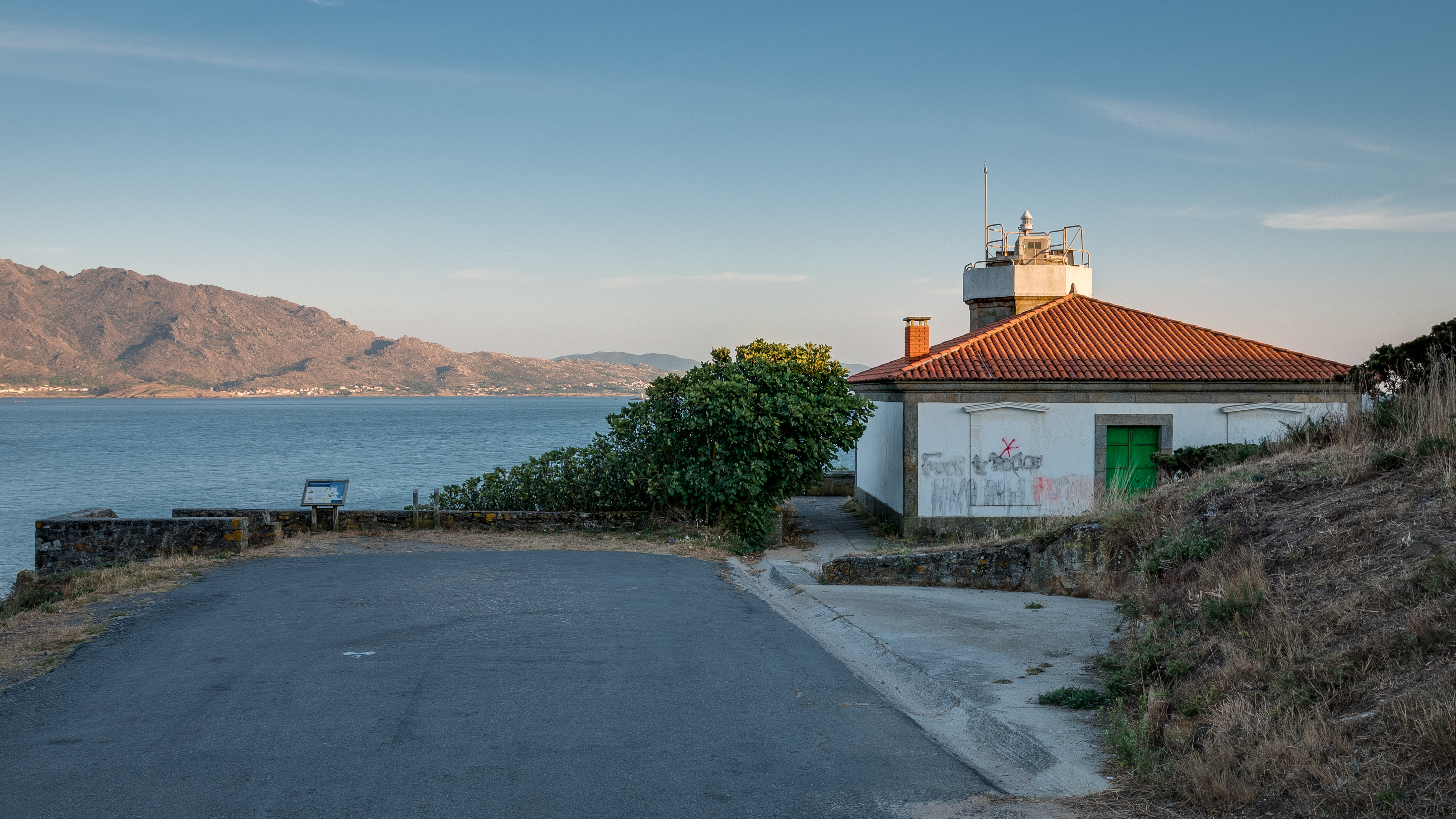
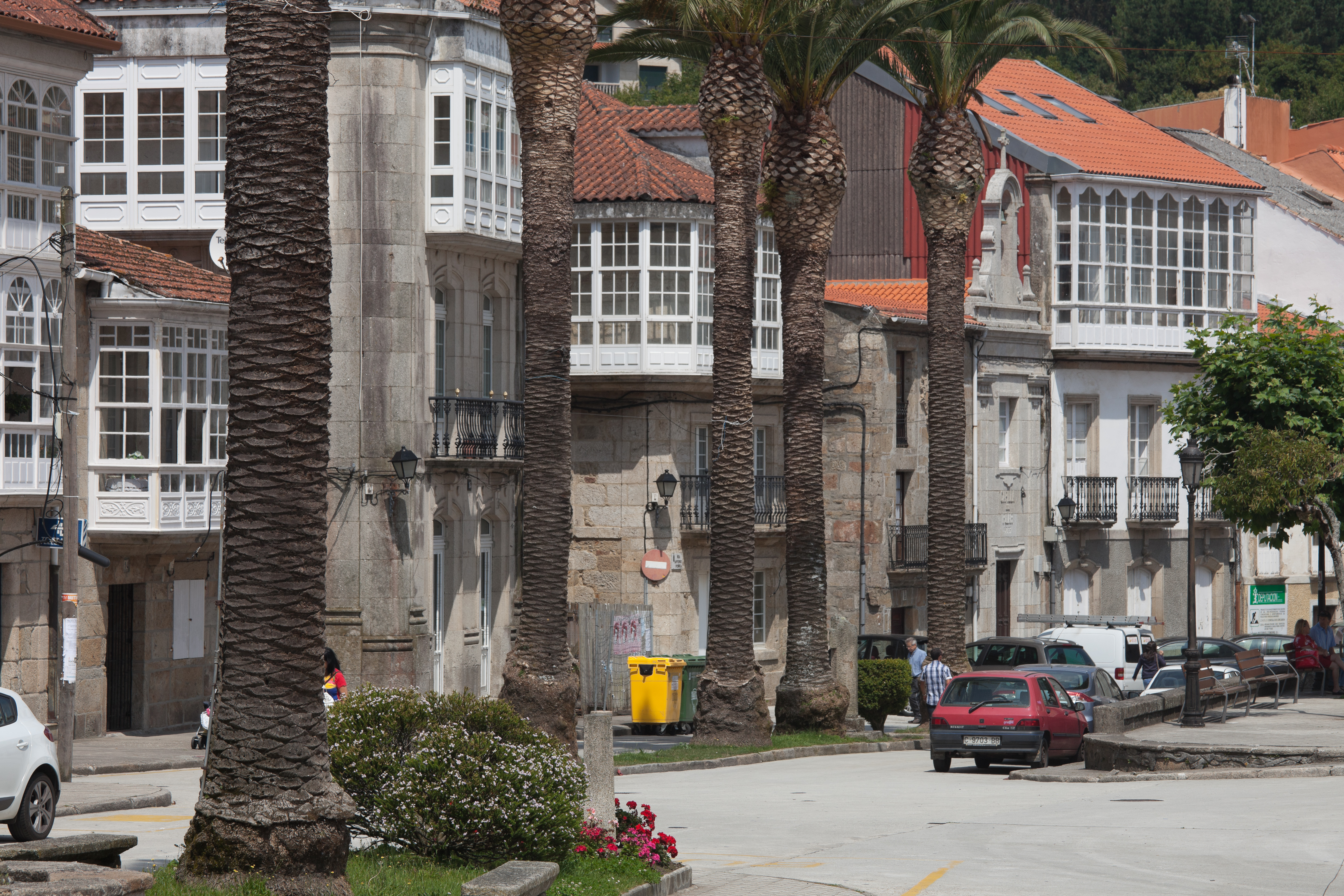

## 人口
| 科尔库维翁历史人口变化图                                   |
|                                                            |
| 来源：西班牙国家统计局（1900-1990年，实际人口）（2000年-） |

## 政治
| 政党                             | 2011年 | 2011年 | 2015年 | 2015年 |
| 政党                             | %      | 议席   | 议席   | %      |
| 加利西亚工人社会党（PSdeG-PSOE） | 43.30  | 4      | 3      | 34.94  |
| 加利西亚民族主义集团（BNG）      | 29.50  | 3      | 3      | 31.67  |
| 加利西亚人民党（PP）             | 20.13  | 2      | 2      | 21.78  |